# Särkijärvi (sjö i Loppis, Egentliga Tavastland)
Särkijärvi är en sjö i kommunen Loppis i landskapet Egentliga Tavastland i Finland. Sjön ligger 121,7 meter över havet. Arean är 56 hektar och strandlinjen är 5,24 kilometer lång. Sjön  ingår i Kumo älvs huvudavrinningsområde.   Den ligger omkring 33 km sydväst om Tavastehus och omkring 79 km nordväst om Helsingfors. 